# Cementerio Memorial Piskaryovskoye

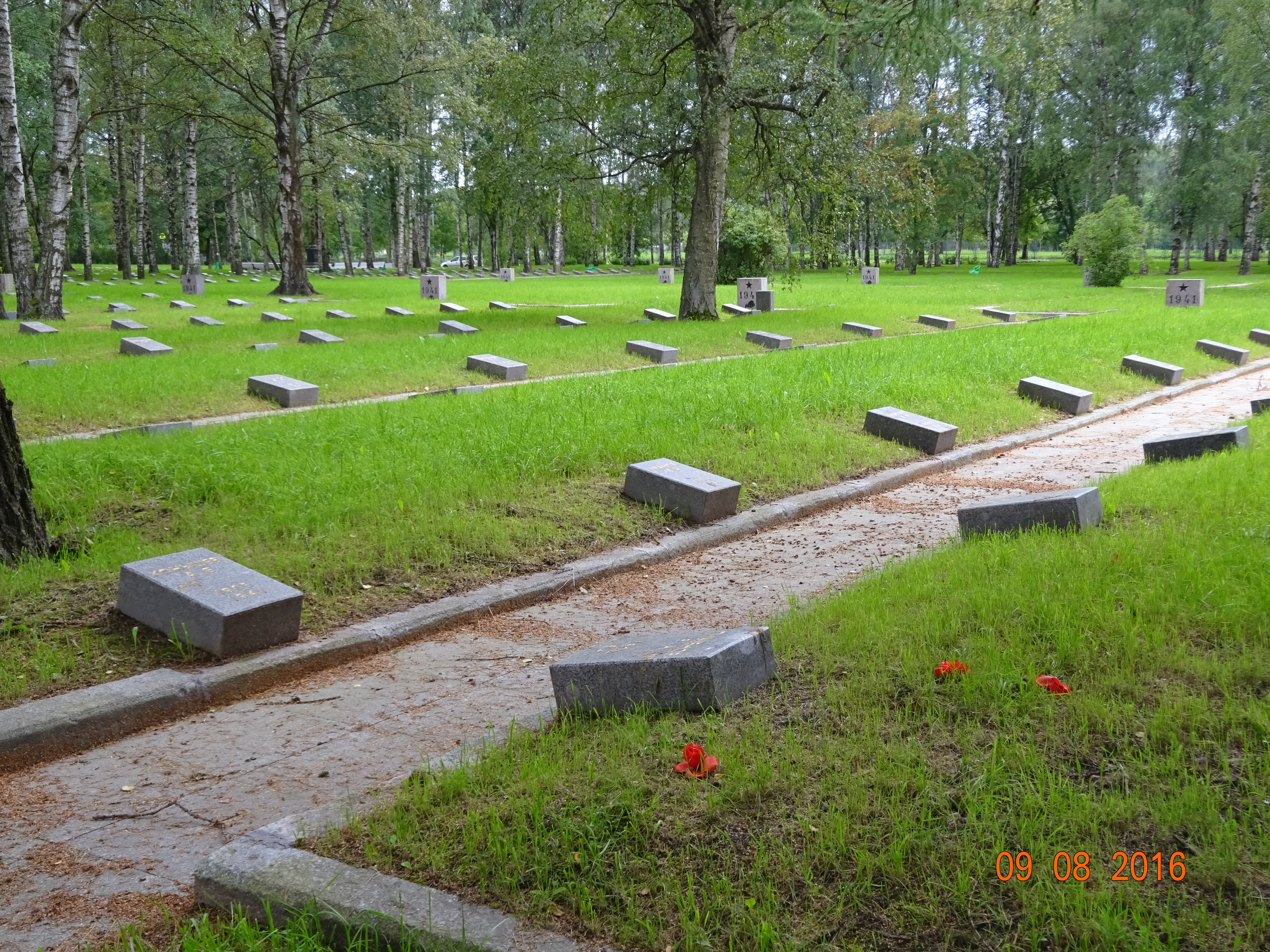
Tumbas en el Cementerio Memorial Piskarióvskoye

Cementerio Memorial Piskarióvskoye  (en ruso: Пискарёвское мемориа́льное кла́дбище) está localizado en San Petersburgo, en la Avenida de los Invictos (Проспект Непокорённых), dedicado mayoritariamente a las víctimas del Sitio de Leningrado.

## Complejo conmemorativo
El complejo conmemorativo, diseñado por Aleksandr Vasíliev y Yevgueni Levinson, fue abierto el 9 de mayo de 1960. Aproximadamente 420,000 civiles y 50,000 soldados del frente de Leningrado están enterrados en 186 fosas comunes. Cerca de la entrada está ubicada una llama eterna. Un placa de mármol afirma que del 4 de  septiembre de 1941 al 22 de enero de 1944; 107,158 bombas fueron lanzadas desde aviones sobre la ciudad , 148,478 proyectiles de artillería fueron disparados, 16,744 hombres murieron, 33,782 resultaron heridos y 641,803 murieron de inanición.
El centro de la composición arquitectónica es un monumento de bronce simbolizando la Madre Patria, realizado por los escultores Vera Isáieva y Robert Taurit.
Por escalones de granito que conducen desde la llama eterna, los visitantes entran en el camino principal de 480 metros que conduce al majestuoso monumento a la Madre Patria. Las palabras de la poetisa Olga Bergholz fueron esculpidas en el muro de granito localizado detrás de este monumento.

Aquí yacen Leningradences

Aquí están sus habitantes - hombres, mujeres, y niños

Y junto a ellos, soldados del Ejército Rojo.

Ellos te defendieron, Leningrado,

La cuna de la Revolución

Con todas su vidas.

No podemos listar sus nobles nombres aquí,

Hay tantos de ellos bajo la eterna protección del granito.

Pero sepan esto, aquellos que observan estas piedras:

Nadie será olvidado, nada será olvidado.
Olga Bergholz